# خالینگن
خالینگن (به لهستانی:  Halinin) یک روستا در لهستان است که در گمینا اویژنگ واقع شده‌است.